# Southern California Gas Company
La Southern California Gas Company (en español: Compañía de Gas del Sur de California) (a la que se refiere como SoCalGas ) es una empresa de servicios públicos con sede en Los Ángeles, California y una subsidiaria de Sempra Energy. Es el principal proveedor de gas natural del sur de California, Estados Unidos.

## Visión general
Su sede está en el Gas Company Tower en el centro de Los Ángeles.
SoCalGas proporciona servicios de gas natural a aproximadamente 21.6 millones de clientes, abarcando aproximadamente 20,000 20 000 millas cuadradas (51 800 km²) de California desde Visalia en el norte hasta la frontera mexicana al sur.  El servicio de gas para condado de San Diego está proporcionado por la compañía hermana San Diego Gas & Electric, mientras Southwest Gas y el Long Beach Gas & Oil Department (LBGO) proporcionan gas natural a porciones pequeñas del sur de California.
La compañía proporciona servicio de gas para todo o parte de los condados siguientes:
- Imperial
- Kern
- King
- Los Ángeles
- Orange
- Riverside
- San Bernardino
- San Luis Obispo
- Santa Bárbara
- Tulare
- Ventura

## Historia

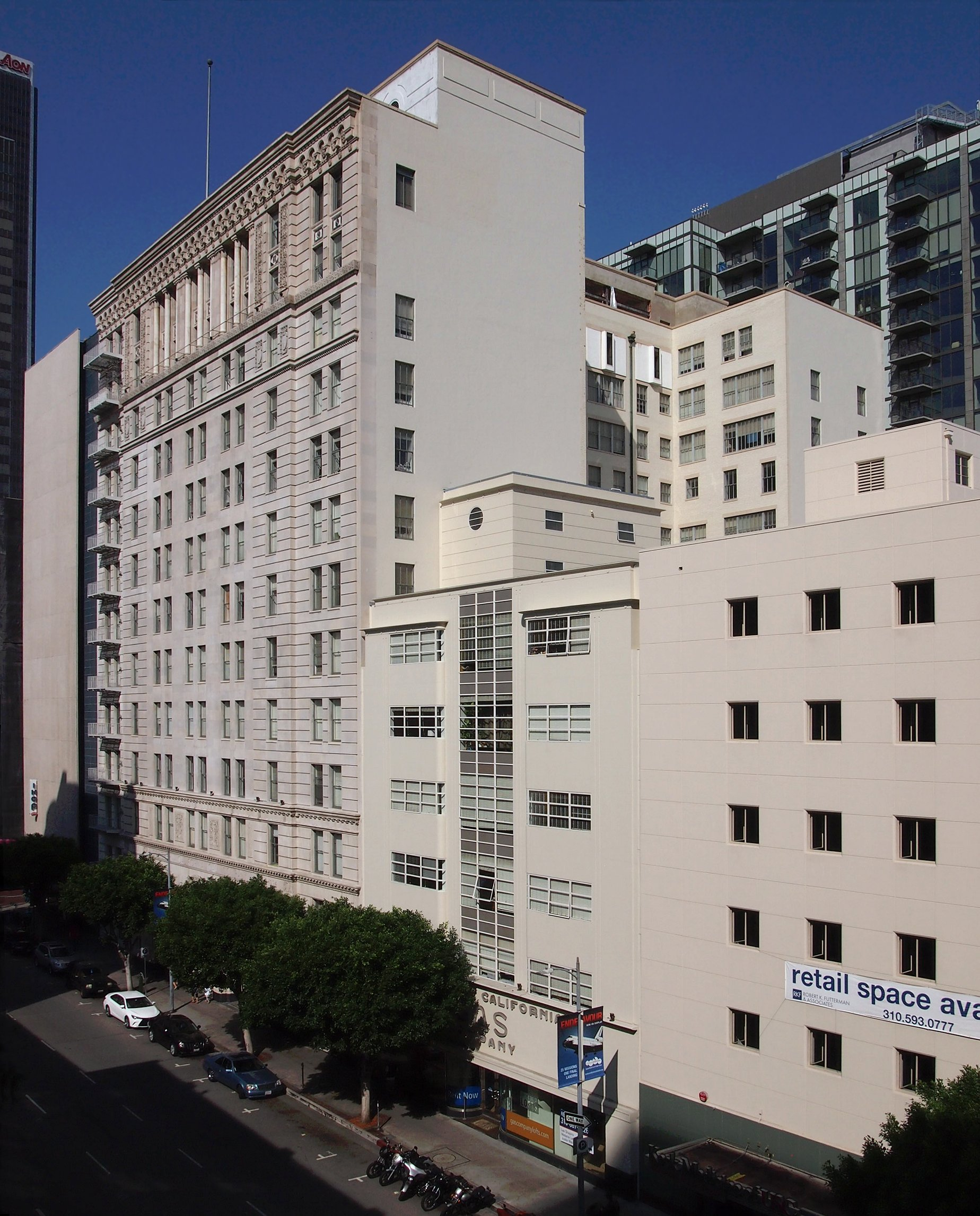
El antiguo edificio de SoCalGas en Flower Street

Las raíces de esta compañía de gas se remontan al siglo XIV cuando nuevos colonos llegaron al pueblo de Los Ángeles en busca de una nueva frontera. En 1867, la Los Angeles Gas Company, precursora de la actual compañía SoCalGas, instaló 43 faroles de gas a lo largo de Main Street, la calle principal, haciendo que la ciudad sea más segura durante la noche. El negocio de alumbrado de gas estaba a cargo de cinco empresarios que fabricaban el gas de asfalto, una sustancia similar al alquitrán, y luego a de petróleo .
La compañía disfrutó un éxito modesto hasta que Thomas Edison introdujo la luz eléctrica en 1879. Siendo incierto el futuro del negocio de alumbrado de gas, la compañía comenzó a buscar otros usos para el gas, y pronto Los Ángeles tuvo su primera estufa y calentador de gas. Mientras tanto, Pacific Enterprises buscaba expandir su negocio de gas; fundada en San Francisco en 1886 como Pacific Lighting, la compañía compró varias pequeñas empresas de fabricación y distribución de gas en el área, incluyendo la Los Angeles Gas Company en 1890. Estas empresas finalmente se convirtieron en la Southern California Gas Company.
En el siglo XX temprano, el gas natural—un gas incoloro y sin olor encontrado en asociación con petróleo subterráneo—estaba empezando a la ganar atención. Un avance se produjo con el descubrimiento del campo petrolífero Buena Vista cerca de Taft, California en 1909, que incluía una enorme reserva de gas natural. Dado que el gas natural tenía el doble del valor calorífico del gas manufacturado, la compañía tomó la audaz medida de convertir su sistema a gas natural y construir tuberías por el estado entero. Pronto se encontró gas natural en todo el país y su demanda creció rápidamente. Para satisfacer la demanda de los clientes, la empresa comenzó a almacenar gas en grandes tanques de almacenamiento. En 1941, la empresa introdujo un nuevo sistema al suroeste de los Estados Unidos: el almacenamiento subterráneo de gas natural. Para 2016, la compañía tenía cuatro instalaciones de almacenamiento subterráneo, todas ellas campos de petróleo y gas agotados y reutilizados para almacenamiento. Los cuatro son, en orden de mayor a menor, el campo petrolífero de Aliso Canyon, al norte de Porter Ranch; el de Honor Rancho, cerca de Newhall; el campo de gas natural de La Goleta adyacente a Goleta; y la instalación de almacenamiento de Playa del Rey, al norte de Playa del Rey, cerca del Aeropuerto Internacional de Los Ángeles.
A medida que la población del sur de California creció, también lo hizo la compañía, convirtiéndose en la empresa de distribución de gas natural más grande del país, atendiendo a 19.5 millones de personas a través de 5.5 millones de medidores de gas en más de 530 comunidades. Con sede en Los Ángeles, SoCalGas es una subsidiaria de Sempra Energy, una compañía Fortune 500 con sede en San Diego. Su área de servicio abarca 23,000 millas cuadradas (60,000 km²) de terreno diverso en la mayor parte del centro y sur de California, desde el sur de Sanger hasta la frontera con México.
A finales de 2012, la empresa inició el Proyecto de Instalación Avanzada de Contadores (AMI) para actualizar más de 6 millones de contadores de gas con el nuevo dispositivo de comunicación Advanced Meter. Este dispositivo está conectado a un medidor de gas analógico que transfiere de forma automática y segura la información sobre el uso de gas a los centros de facturación y servicio al cliente de la empresa. La Comisión de Servicios Públicos de California (CPUC) aprobó un presupuesto de $1.05 billones para este proyecto, que se esperó estar terminado en 2017.
El 6 de marzo de 2019, SoCalGas anunció un plan para reemplazar el 20 por ciento de su suministro tradicional de gas natural con gas natural renovable (RNG) para 2030. SoCalGas aspira a ser la empresa de gas natural más limpia de América del Norte, lo que planea lograr mediante la entrega de energía cada vez más renovable a sus clientes. Como parte de este esfuerzo, SoCalGas se ha asociado con la startup Opus 12 para convertir el CO2 de biogás crudo en metano.

## Impacto medioambiental
Un escape de gas del almacenamiento subterráneo de gas de Aliso Canyon comenzó en octubre de 2015 librando metano de manera incontrolada. Para diciembre de 2015, miles de personas de Porter Ranch habían sido reubicadas temporalmente y la fuga había agregado más de 150 millones de libras de metano a la atmósfera. La ONG Environmental Defense Fund calificó el incidente como "sin precedentes para California" y comparó la producción continua de emisiones de gases de efecto invernadero de la fuga con la de 7 millones de automóviles u "8 o 9 plantas de carbón". Se estima que el impacto climático de 20 años de esta fuga es el mismo que quemar mil millones de galones de gasolina. El incidente ha sido calificado por periodistas como "el mayor desastre ambiental desde el derrame de petróleo de Deepwater Horizon ".
La compañía ha abogado por mezclar biogas en ductos de gas natural existentes. Aun así, oficiales estatales de California han tomado la posición que biogas es "mejor utilizado en sectores de la economía que son difíciles de electrificar como aviación, industria pesada y camionaje de largo plazo."